# Ben Healy
Ben Healy (ur. 11 września 2000 w Kingswinford) – irlandzki kolarz szosowy pochodzenia brytyjskiego.
Healy urodził się i wychował w brytyjskiej miejscowości Kingswinford, jednak rywalizując w kategorii juniora zdecydował się na reprezentowanie Irlandii, z której pochodzą jego dziadkowie.

## Osiągnięcia
Opracowano na podstawie:

2017
- 1. miejsce w klasyfikacji młodzieżowej Ronde des Vallées
- 1. miejsce w klasyfikacji młodzieżowej Giro di Basilicata
  - 1. miejsce w klasyfikacji górskiej

2018
- 1. miejsce na 3. etapie SPIE Internationale Juniorendriedaagse
- 1. miejsce w mistrzostwach Irlandii juniorów (jazda indywidualna na czas)
- 2. miejsce w mistrzostwach Irlandii juniorów (start wspólny)

2019
- 2. miejsce w mistrzostwach Irlandii do lat 23 (jazda indywidualna na czas)
- 1. miejsce na 5. etapie Tour de l’Avenir

2020
- 1. miejsce na 4. etapie Ronde de l’Isard
- 1. miejsce w mistrzostwach Irlandii do lat 23 (jazda indywidualna na czas)
- 1. miejsce w mistrzostwach Irlandii (start wspólny)

2021
- 1. miejsce na 10. etapie Giro Ciclistico d’Italia

2022
- 1. miejsce w mistrzostwach Irlandii (jazda indywidualna na czas)
- 3. miejsce w mistrzostwach Irlandii (start wspólny)

2023
- 3. miejsce w Trofeo Calvià
- 3. miejsce w Settimana Internazionale di Coppi e Bartali
  - 1. miejsce w klasyfikacji młodzieżowej
  - 1. miejsce na 3. etapie
- 1. miejsce w GP Industria & Artigianato di Larciano
- 1. miejsce w klasyfikacji młodzieżowej Région Pays de la Loire Tour
- 2. miejsce w Brabantse Pijl
- 2. miejsce w Amstel Gold Race
- 1. miejsce na 8. etapie Giro d’Italia
- 2. miejsce w mistrzostwach Irlandii (jazda indywidualna na czas)
- 1. miejsce w mistrzostwach Irlandii (start wspólny)
- 2. miejsce w Prueba Villafranca-Ordiziako Klasika
- 3. miejsce w Tour de Luxembourg
  - 1. miejsce na 3. etapie

2024
- 1. miejsce na 5. etapie Tour of Slovenia

2025
- 1. miejsce na 5. etapie Vuelta al País Vasco
- 3. miejsce w Liège-Bastogne-Liège
- 1. miejsce na 6. etapie Tour de France

## Starty w Wielkich Tourach
| Grand Tour | 2023 | 2024 | 2025 |
| ---------- | ---- | ---- | ---- |
| Giro       | 55.  | -    | -    |
| Tour       | -    | 27.  | 9.   |
| Vuelta     | -    | -    | -    |

## Rankingi
| Rok             | 2019  | 2020 | 2021 | 2022 | 2023 | 2024 |
| --------------- | ----- | ---- | ---- | ---- | ---- | ---- |
| World Ranking   | 1269. | 288. | 974. | 386. | 22.  | 93.  |
| UCI Europe Tour | 876.  | 236. | 730. | 312. | 21.  | 76.  |
|                 |       |      |      |      |      |      |
| Źródło: UCI     |       |      |      |      |      |      |